# Quotidiano Puglia
Puglia - Quotidiano di vita regionale è stato un giornale fondato il 16 giugno 1979 da Mario Gismondi, ex caporedattore della Gazzetta del Mezzogiorno ed ex direttore del Corriere dello Sport.
In formato tabloid, ha rappresentato per tanto tempo il secondo giornale in edicola più vecchio della regione, dopo la Gazzetta del Mezzogiorno. 
Ha cessato le pubblicazioni nel 2012, dopo la morte del direttore avvenuta il 13 aprile.